# Myrmeleon (Myrmeleon) insertus
Myrmeleon (Myrmeleon) insertus is een insect uit de familie van de mierenleeuwen (Myrmeleontidae), die tot de orde netvleugeligen (Neuroptera) behoort. 
Myrmeleon (Myrmeleon) insertus is voor het eerst wetenschappelijk beschreven door Hagen in 1861.